# Hulwan (Irak)
Pour les articles homonymes, voir Hulwan.
Hulwân, Hulwan, Hulvan ou Holvan est un lieu située à environ 150 km au nord-est de Bagdad en Irak dans la province de la Dîyâlâ au confluent des rivières Alwând et Dîyâlâ. Parfois appelé Jisr Hulwân.

## Histoire
Au IXe siècle, Hulwân est un relais de poste, point de bifurcation de la route de Bagdad vers Hamadân et Ray d'une part de et de la route de Bagdad vers Kirkouk et Ardabil d'autre part. Sarpol-e Zahab (Hulwân) est trop à l'écart de l'axe Bagdad / Kirkouk pour être ce relais de poste.

## Sarpol-e Zahab
En Iran, à 65 km au nord-est de Hulwân, se trouve Sarpol-e Zahab, qui semble être le site de la ville de Hulwân qui a joué un grand rôle pendant la période abbasside.